# Carlos Quintanar
Carlos Quintanar (2 de junio de 1937 – 14 de octubre de 2010) era un jugador de baloncesto mexicano y el Capitán de la Selección Mexicana en los Juegos Olímpicos Roma 1960, Tokio 1964, y México 68.
Carlos fue nombrado Novato del Año del Campeonato Nacional 1957 y compitió en los Mundiales de Chile 1959, Brasil 1963, Uruguay 1967 y Yugoslavia 1970. También representó a México en 4 Juegos Pamericanos: Chicago 1959, Sāo Paulo 1963, Winnipeg 1967 y Cali 1971
Carlos Quintanar fue apodado "Aguja", "Pistolitas" y "La Sensación de Yokohama" después de ser el Jugador Más Valioso del Preolímpico de 1964 en Yokohama, Japón. Ganó la medalla de Plata en los Juegos Panamericanos de Winnipeg 1967 en Canadá. "Aguja" Quintanar es considerado uno de los mejores jugadores mexicanos de la historia.[cita requerida]
Gustavo Saggiante, coach titular de la Selección Mexicana comentó en una ocasión "La Aguja era un extraordinario elemento, era un muchacho toda entrega que se batía siempre hasta el límite. Siendo el líder natural, en el se concentraba gran parte de la tensión del equipo. Recuerdo que en uno de los partidos disputados en el Mundial de Chile en 1966, se nos andaba desmayando por el esfuerzo. Tuve que entrar y preguntarle ¿qué le pasa, Quintanar? El sólo tomó agua y volvió a la brega. Jamás lo vi bajar los brazos, jamás."
Quintanar entró en el draft de la NBA en 1971 por los Cohetes de San Diego en la 18.ª ronda de la NBA de aquel año. El nunca jugó en la NBA para poder seguir representando a México.

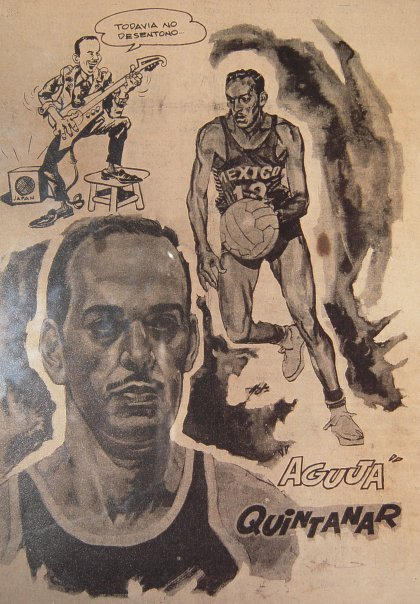
Tokio '64.